# Eugenijus Maldeikis

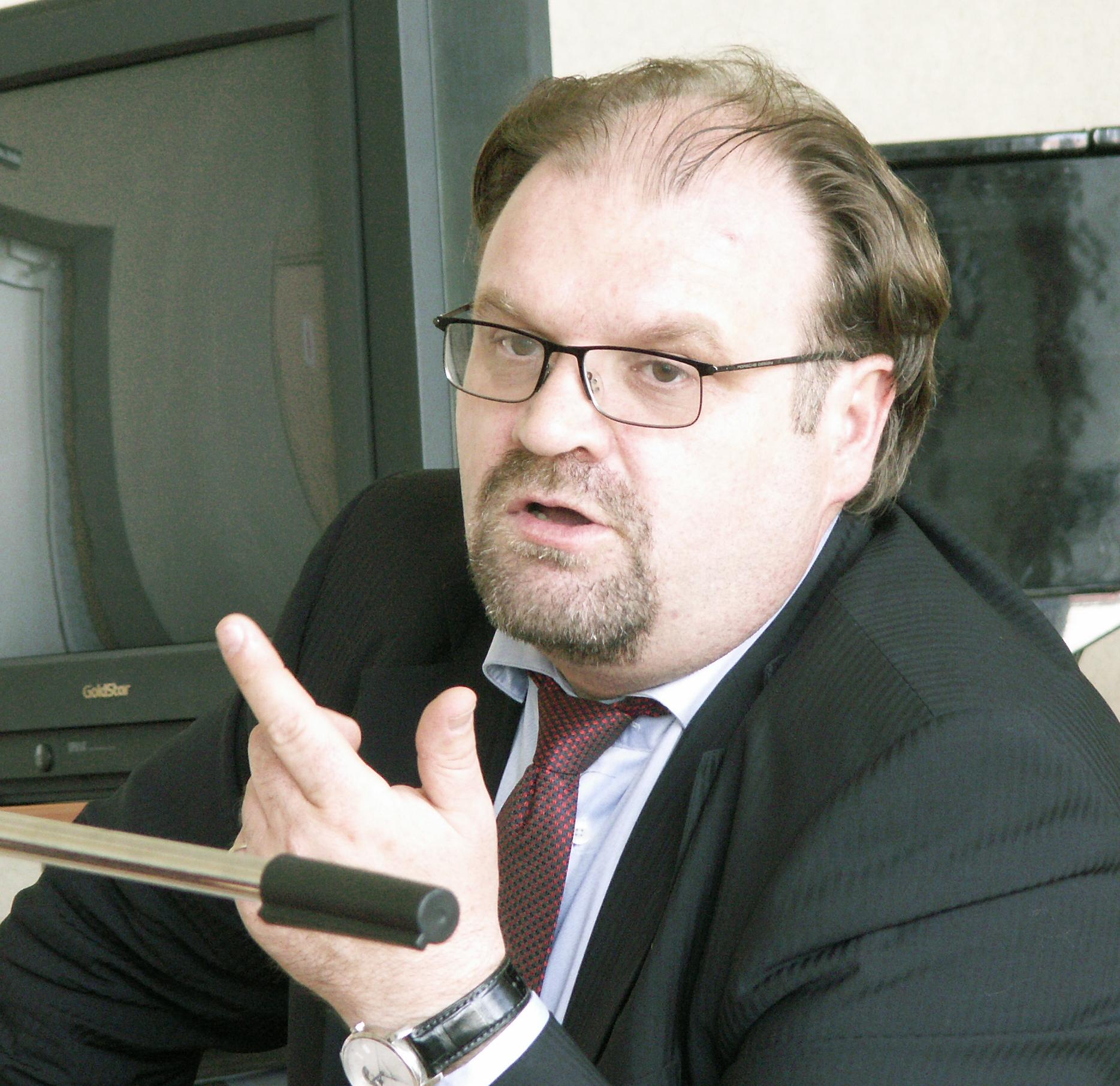
Eugenijus Maldeikis

Eugenijus Maldeikis (n. 27 august 1958) este un om politic lituanian, membru al Parlamentului European în perioada 2004-2009 din partea Lituaniei.
1. ↑  Eugenijus Maldeikis, Visuotinė lietuvių enciklopedija
2. 1 2  Deputații în Parlamentul European
3. ↑   https://www.lrs.lt/docs3/kad4/w3_lrs.seimo_nariu_sarasas-p_kade_id=4&p_kalb_id=1&p_int_tv_id=784.htm Lipsește sau este vid: |title= (ajutor)